# حدنان (تعز)
حدنان هي إحدى قرى الجمهورية اليمنية. تتبع جغرافيا لمحافظة تعز وإداريًا لمديرية مشرعه وحدنان. يبلغ تعداد سكانها 2977 نسمة حسب الإحصاء الذي أجري عام 2004.